# Cuchara de absenta

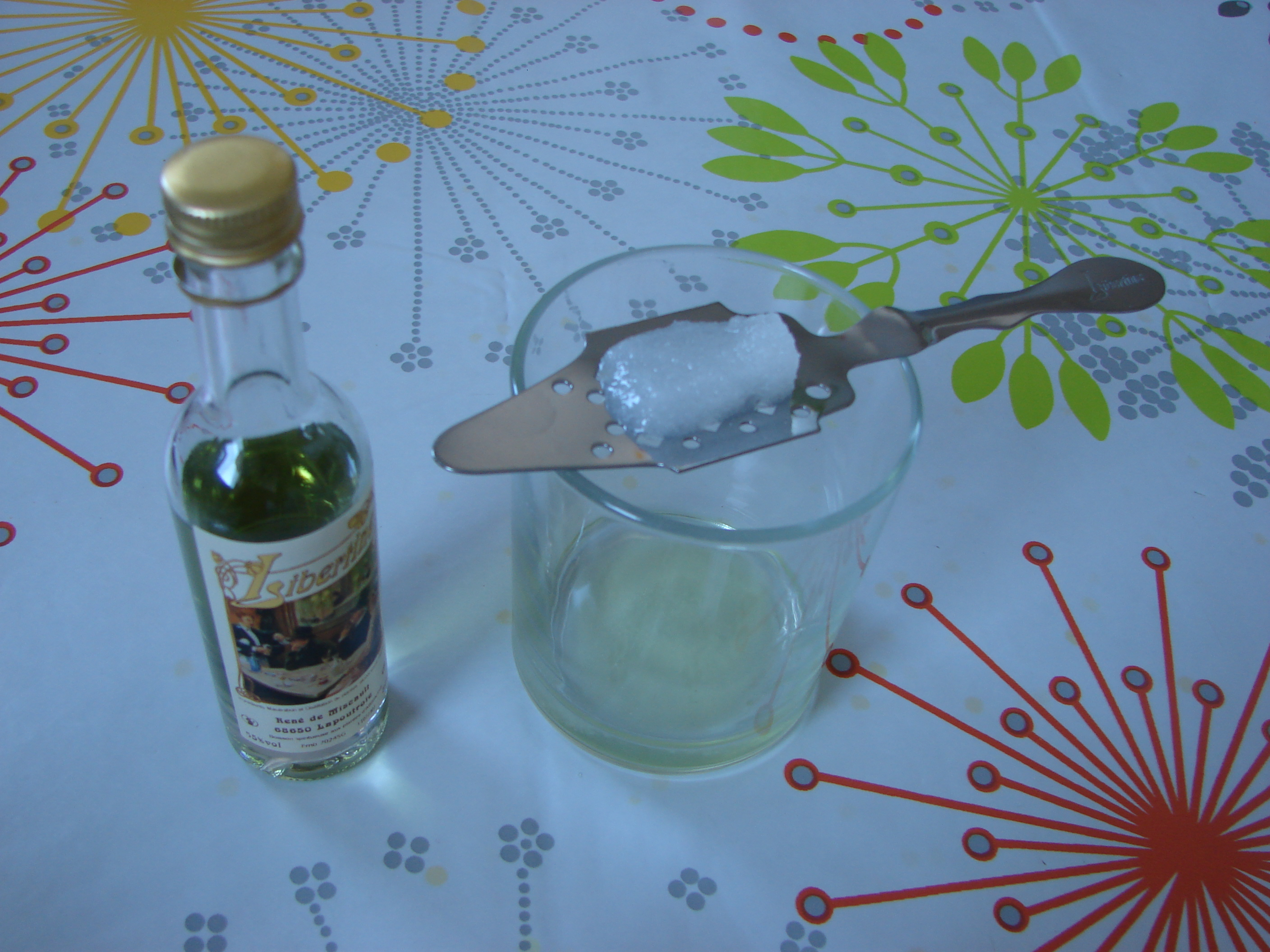
Forma de colocar la cuchara y el terrón de azúcar.

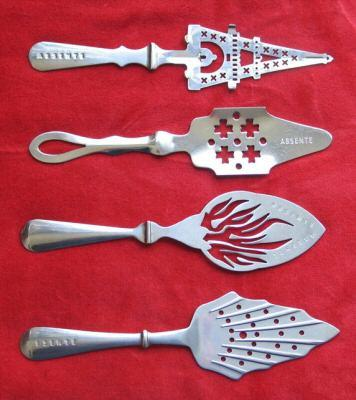
Cucharas de absenta.

La cuchara de absenta sirve para la preparación de esta bebida. Cuando se va a tomar, se pone un terrón de azúcar sobre la cuchara, colocada sobre el vaso, vertiendo agua encima lentamente, con la finalidad de atenuar el sabor amargo de la absenta. La cuchara es plana y con agujeros, y puede tener distintas formas, como, por ejemplo, la Torre Eiffel, hojas de árbol, etc.
Este tipo de cuchara no puede ser anterior a 1843, año en el que aparecieron los terrones de azúcar.